# PECI
PECI ( viết tắt của The Platform Environment Control Interface ) tạm dịch là Giao diện Kiểm soát Môi trường Nền tảng . 
PECI là một giao diện giao tiếp giữa bộ xử lý và bộ điều khiển quản lý (ví dụ: Bộ điều khiển quản lý bo mạch chủ, BMC ).